# Manresa (stacja kolejowa)
Manresa (hiszp: Estación de Manresa, kat: Estació de Manresa) – stacja kolejowa w miejscowości Martorell, we wspólnocie autonomicznej Katalonia, w Hiszpanii. Obsługiwana jest przez pociągi media distancia (średniego zasięgu) i jest częścią linii R4 Rodalies Barcelona. Posiada również zaplecze towarowe.

## Położenie
Znajduje się na linii Saragossa – Barcelona, w km 301,7, na wysokości 218 m n.p.m.

## Historia
Stacja została oddana do użytku w dniu 4 lipca 1859 roku wraz z otwarciem odcinka Manresa-Terrassa linii kolejowej przeznaczonej do połączenia Saragossy z Barceloną. Prace prowadzone były przez Compañía del Ferrocarril de Barcelona a Zaragoza. Dążąc do poprawy zarówno linii łącząc ją z innymi odcinkami, a także ich sytuacji finansowej w 1864 roku firma zdecydowała się dołączyć do firmy, która udało się połączyć Saragossę z Pampeluną, co przyczyniło się do powstania Compañía de los Ferrocarriles de Zaragoza a Pamplona y a Barcelona. To połączenie zostało utrzymane aż do wchłonięcia przez Norte w 1878. Stacja była zarządzana do momentu nacjonalizacji sieci kolejowej w Hiszpanii w 1941 roku, a wszystkie istniejące firmy zostały włączone do nowo utworzonego RENFE.
Od 31 grudnia 2004 Renfe Operadora obsługuje linie kolejowej, podczas gdy Adif jest właścicielem obiektów kolejowych.

## Linie kolejowe
- Saragossa – Barcelona